# 聖德蘭修女天主教學校
聖德蘭修女天主教學校（英語：St. Mother Teresa Catholic Academy）是加拿大安大略省多倫多士嘉堡的一所天主教中學，位於馬文社區內。
該校前稱真福德蘭修女天主教中學（Blessed Mother Teresa Catholic Secondary School），於2016年因德蘭修女獲封聖更為現名。

## 外部連結
- St. Mother Teresa Catholic Academy （页面存档备份，存于）
- TCDSB Portal （页面存档备份，存于）